# Gabriel Bucelin
Gabriel Bucelin OSB (de son vrai nom Gabriel Buzlin ou Butzlin, latin Bucelinus, pseudonyme Gerhardus Belga, né le 28 décembre 1599 à Diessenhofen en Thurgovie en Suisse, mort le 9 juin 1681 à l'abbaye de Weingarten en Allemagne) est un bénédictin, un savant universel, géographe, cartographe et humaniste.

## Biographie

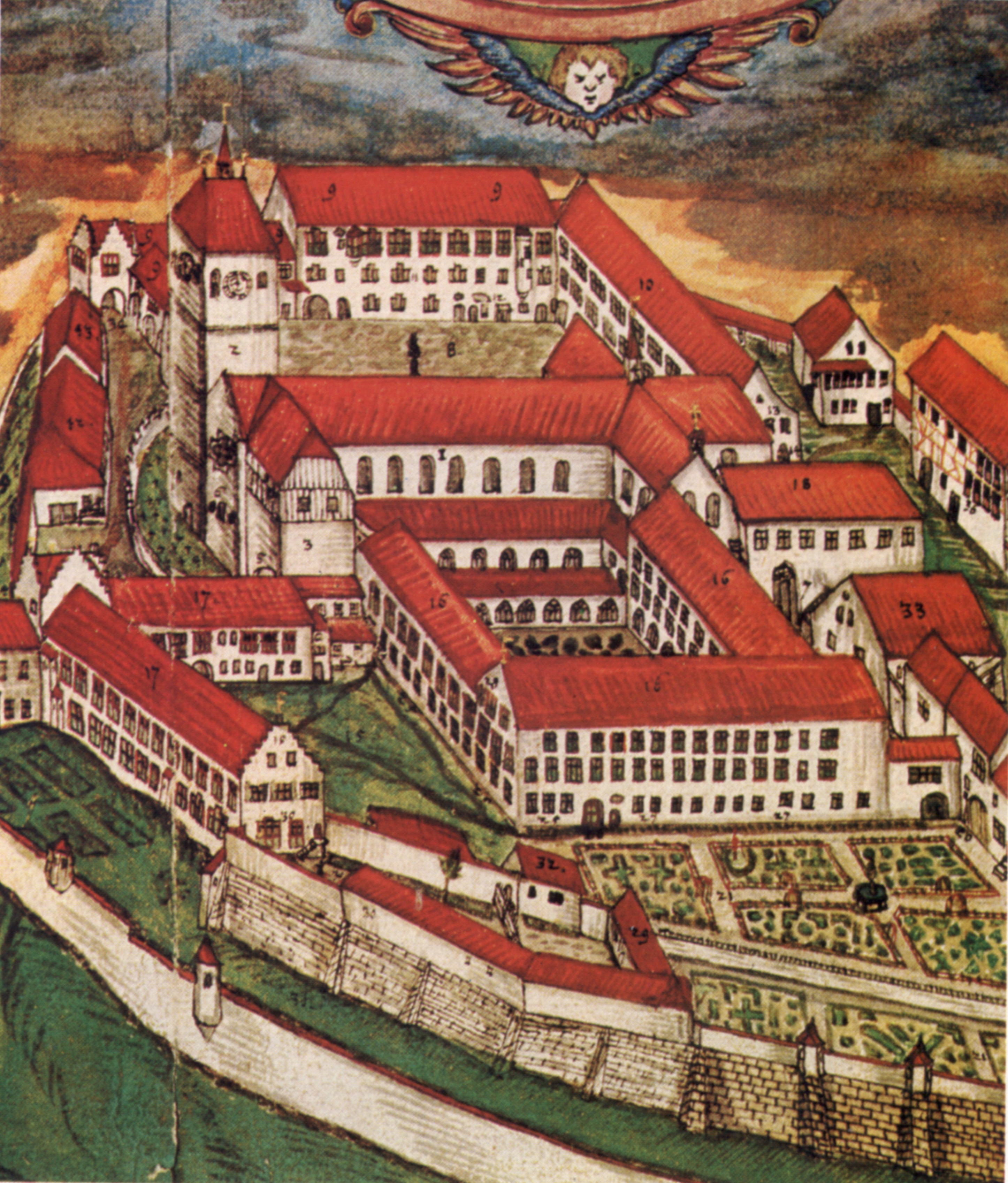
L'abbaye de Weingarten par Bucelin, en 1627.

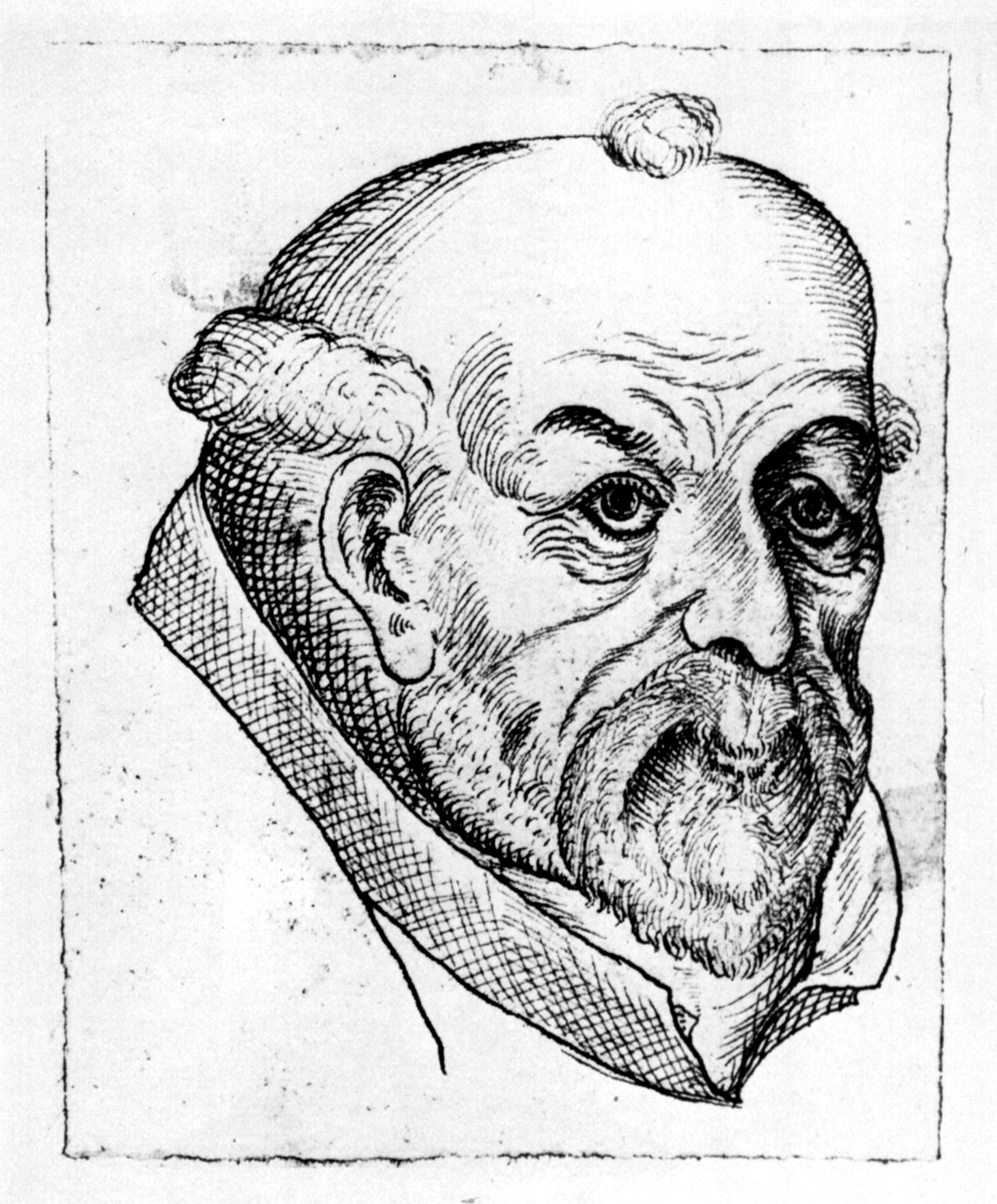
L’abbé Georg Wegelin (1558-1627) par Bucelin.

Gabriel Bucelin vient d'une famille aisée du bailliage de Thurgovie. En 1612, alors qu'il n'a que 13 ans, il est accepté à l'abbaye de Weingarten, dans le Bade-Wurtemberg. Il étudie à partir de 1617 la philosophie et la théologie à l'université des Jésuites à Dillingen en Bavière. Il est ordonné en avril 1624 à Constance. 
Il devient maître des novices à l'abbaye de Weingarten, alors dirigée par l'abbé Georg Wegelin et très réputée des points de vue religieux et scientifique. Gabriel Bucelin est envoyé la même année 1624 en tant que maître des novices au couvent de St. Trudpert (de) (au sud de la Forêt-Noire) dans le but d'y améliorer la formation et le respect des règles monastiques. Il revient en 1625 à l'abbaye de Weingarten et travaille dès 1627 comme secrétaire de l'abbé Franz Dietrich et pour la congrégation bénédictine de la Souabe, et dès 1629 comme professeur de sciences humaines (Lesemeister). 
Gabriel Bucelin a entretenu de bonnes relations avec le prieuré Saint-Jean à Feldkirch dans le Vorarlberg, une dépendance de Weingarten. Il y fait de brèves visites et réside souvent dès 1632 au château de Blumegegg à Thüringerberg. En 1635, pendant la Guerre de Trente ans, il fuit devant l'avance des troupes suédoises, à Vienne, à Venise, et à l’abbaye d'Admont près des monts de Styrie. Il se trouve à Vienne en 1643-1644 au monastère écossais (Schottenklöster) et y fait probablement connaissance de son ami proche et mécène Benedikt Pierin (1638-1662).
Après la prise de la ville de Bregenz par les troupes suédoises en janvier 1647, Bucelin quitte l'abbaye d'Admont et se consacre à ses études. Il se rend en 1649 à Venise où sont imprimés ses premiers livres. Il retourne à la fin de 1650 à son monastère de Weingarten.
Durant ses voyages, Bucelin a réalisé un journal agrémenté de nombreux dessins d’abbayes. Il est conservé à la bibliothèque du Land de Bade-Wurtemberg à Stuttgart.
Gabriel Bucelin est dès 1651 et pendant 30 ans prieur du couvent de Saint-Jean à Feldkirch. C'est sa principale période de production littéraire. Il participe en 1653 à la Diète de Ratisbonne. Il tombe malade en 1681 et retourne presque aveugle à Weingarten où il meurt après quelques mois.

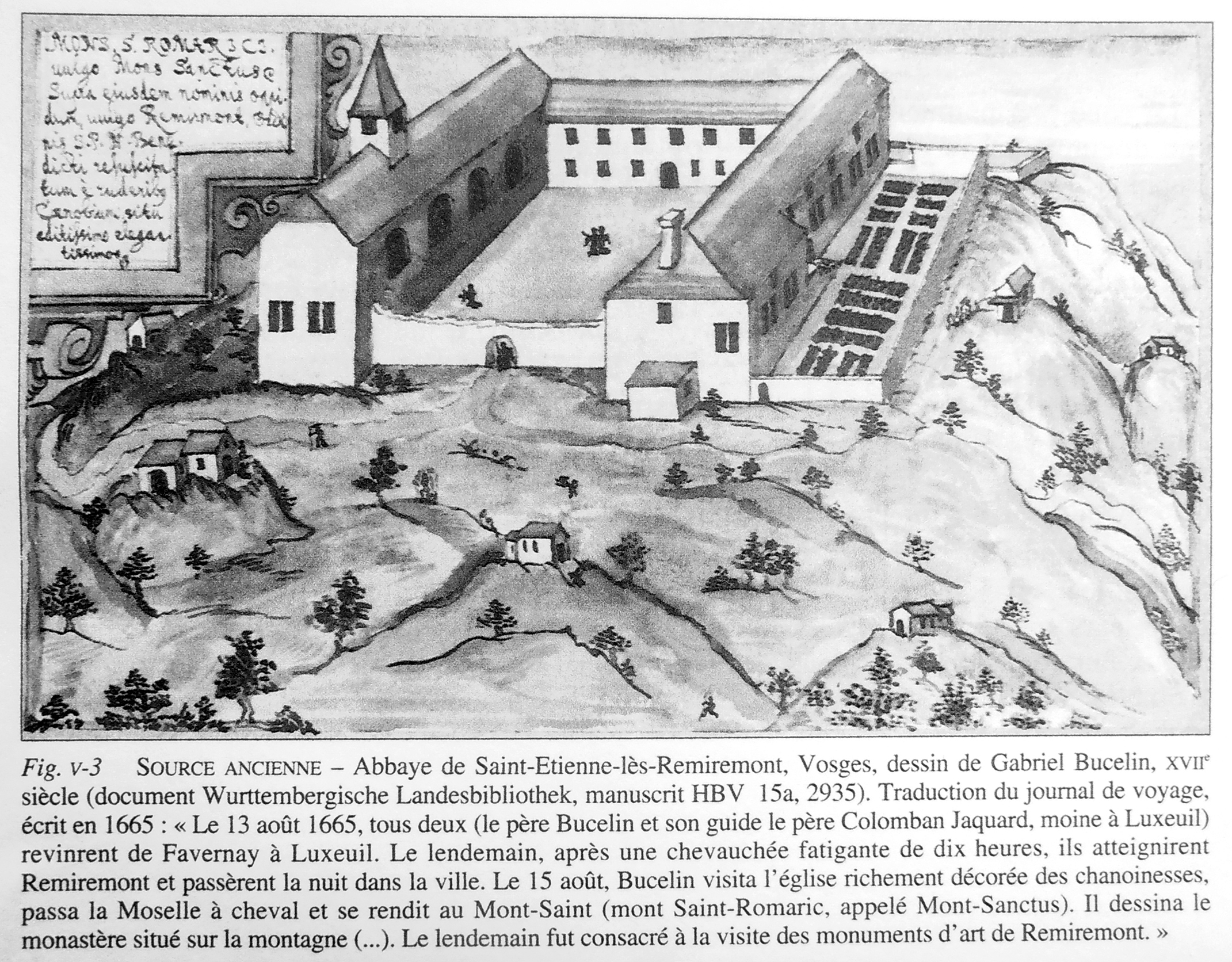
Abbaye du Saint-Mont, Saint-Étienne-lès-Remiremont, par Bucelin, 1665.

Traduction d’un extrait de journal de voyage écrit en 1665 : 

« Le 13 août 1665, tous deux (le père Bucelin et son guide le père Colomban Jaquard, moine à Luxeuil) revinrent de Favernay à Luxeuil. Le lendemain, après une chevauchée fatigante de dix heures, ils atteignirent Remiremont et passèrent la nuit dans la ville. Le 15 août, Bucelin visita l'église richement décorée des chanoinesses, passa la Moselle à cheval et se rendit au Mont-Saint (mont Saint-Romaric, appelé Mont-Sanctus). Il dessina le monastère situé sur la montagne […] Le lendemain fut consacré à la visite des monuments de Remiremont. »

## Œuvres

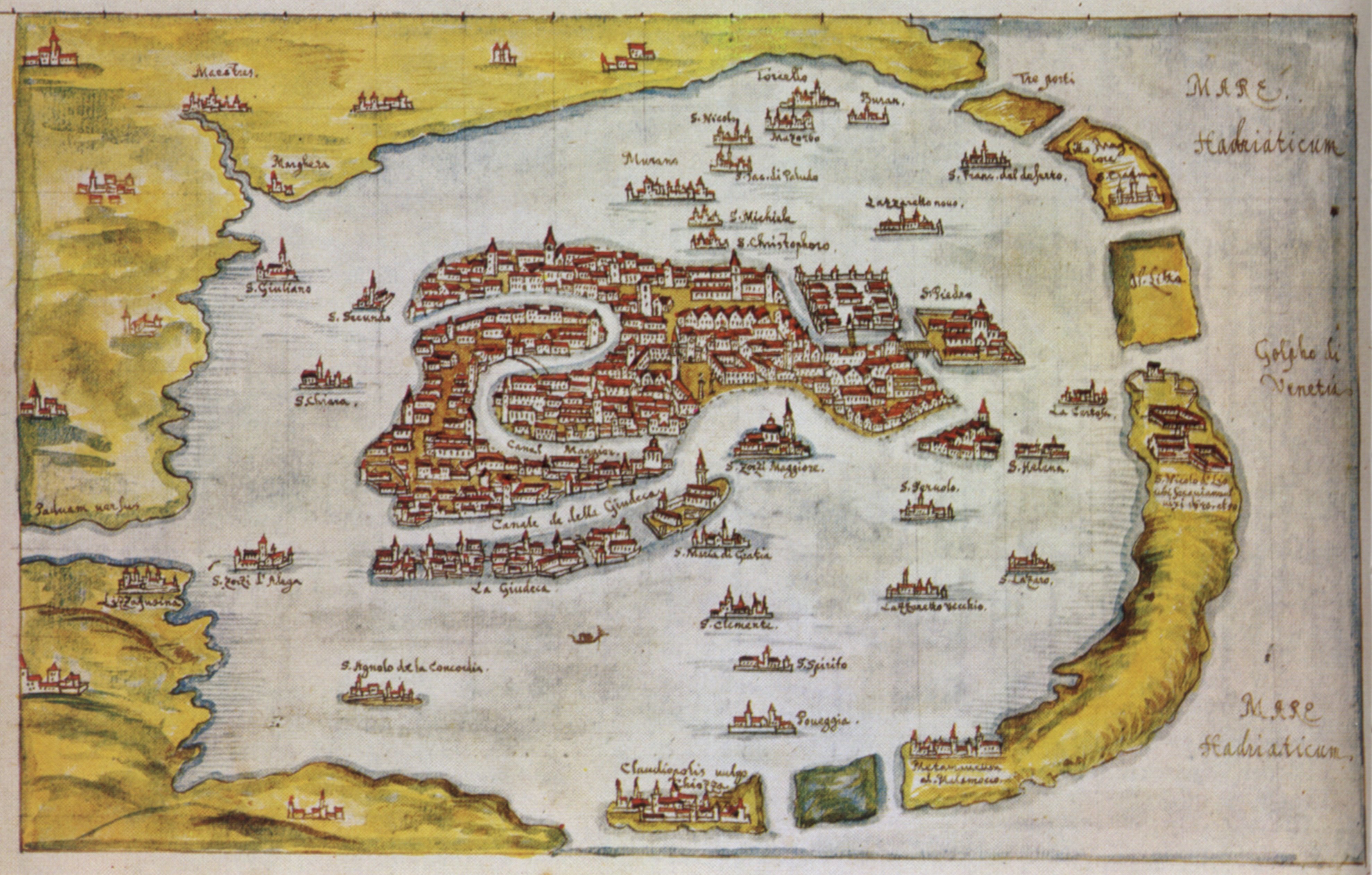
Venise par Bucelin, 1649/1650.

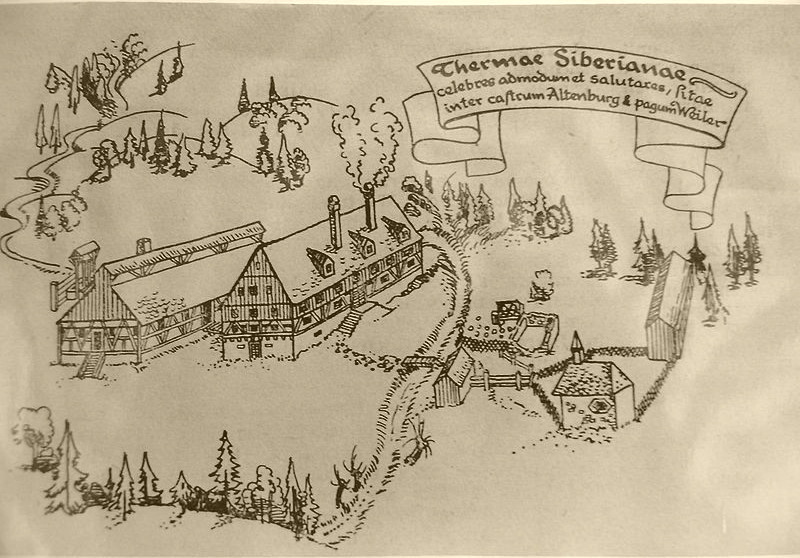
Les bains de Siebers (Weiler-Simmerberg) par Bucelin, 1637.

Bucelin était un savant universel qui a laissé une œuvre très riche : 53 écrits de généalogie, histoire, hagiographie et histoire de l'Ordre, des plans et cartes et de nombreux dessins à main levée, principalement de monastères. Seule une petite partie de ses œuvres a été publiée, à cause des troubles causés par la guerre. Ses manuscrits inédits sont conservés à la bibliothèque du Land de Wurtemberg à Stuttgart.
Œuvres littéraires
Bucelin est l'un des premiers à écrire sur l'histoire de l'Église dans le Saint-Empire romain germanique. 
- Nuclei Historiae Universalis ..., Ulm, 1650, 1652 (texte en ligne), 1654, 1658, 680 p., en allemand : Der gantzen Universal Historiae Nußkern, Augsburg 1657
- Aquila Imperii Benedictina, Venise, 1651 (texte en ligne)
- Germania topo-chrono-stemmatographica sacra et profana, 4 volumes, Ulm et Augsbourg, 1655-1678 (texte en ligne)
- Annales Benedictini, Vienne, 1655 / Augsbourg, 1656 (texte en ligne)
- Menologium Benedictinum, Feldkirch, 1655 (la vie des saints bénédictins d'après Monatstagen)
- Rhaetia etrusca, romana, gallica, germanica, Augsbourg, 1661
- Rhaetia sacra et profana, Augsbourg, 1666
- Constantia sacra et profana, Francfort, 1667
- Vita et res praeclare gestae S. Gerardi Sagredi patritii Veneti ... magni Ungarorum episcopi proto-martyris Venetorum, Saint-Gall, 1672 (texte en ligne)
- Benedictus redivivus, Feldkirch, 1679 (texte en ligne)

Sous le pseudonyme de Gerhardus Belga ont paru fin 1639 les écrits ascétiques.
Hagiographie

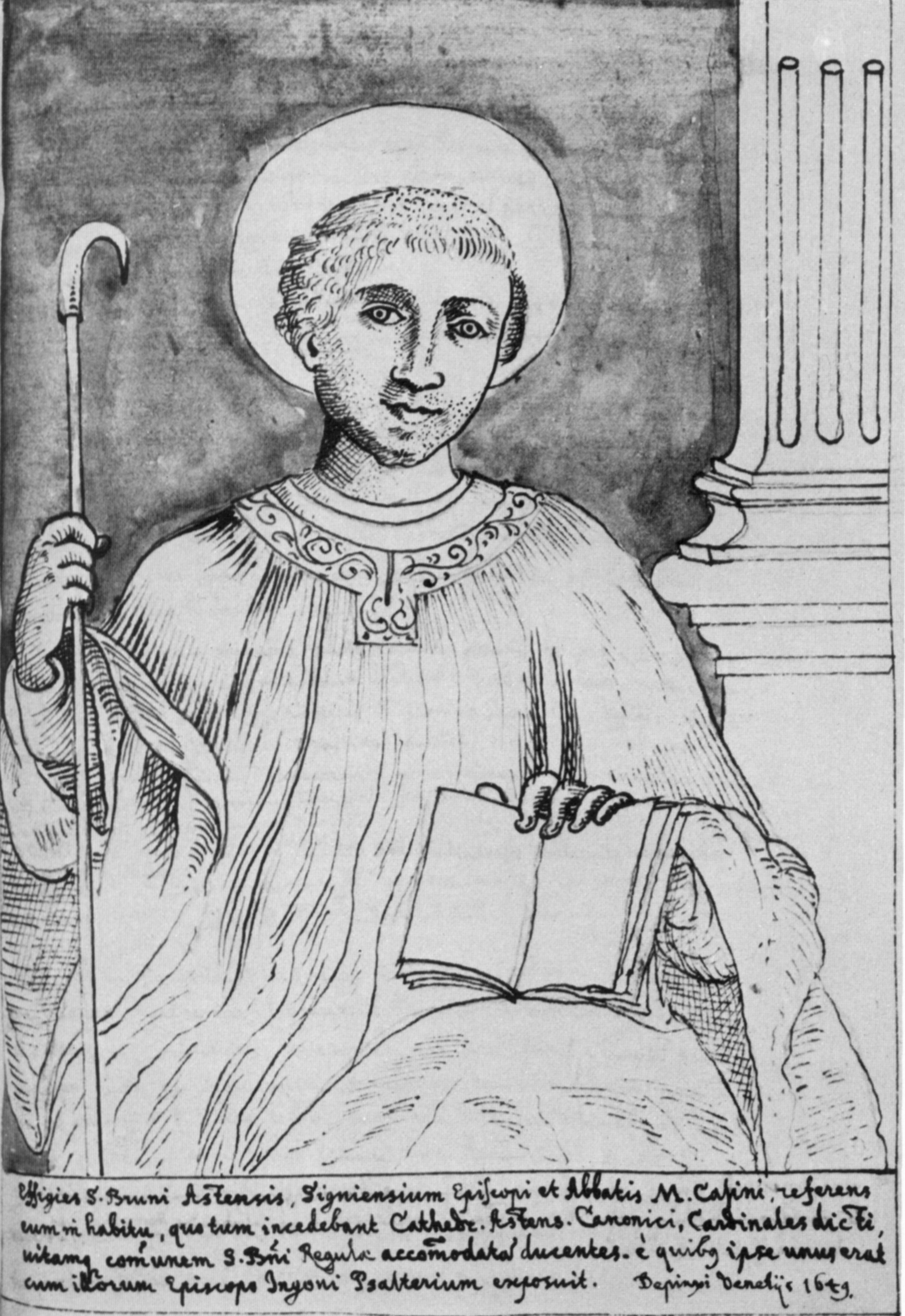
Bruno de Segni (1045-1123) par Bucelin, 1649.

Bucelin a écrit de nombreux ouvrages sur l'ordre bénédictin et ses membres les plus illustres, dont les suivants.
- Aquila imperii Benedictina, Venise, 1651
- Annales Benedictini, Vienne, 1655, Augsbourg 1656
- Menologium Benedictinum, Feldkirch, 1655

Dessins, géographie et cartographie
La plupart des œuvres dessinées de Bucelin ont disparu. Sont conservées les illustrations de ses livres, et les quelques cartes et dessins qu’il a lui-même réunis dans un cahier (Ephemeris).